# Kyuss/Queens of the Stone Age
Albums de Kyuss et Queens of the Stone Age
Kyuss : ...And the circus leaves town
(1995) Kyuss : Muchas Gracias: The Best of Kyuss
(2000)
Queens of the stone Age : Queens of the Stone Age
(1998)
Kyuss/Queens of the Stone Age, est un split-album sorti en 1997 contenant trois titres de Kyuss et trois de Queens of the Stone Age.

## L'album
Ce split-album sorti fin 1997 reprend d'une part les derniers titres enregistrés en 1995 par Kyuss et d'autre part les titres enregistrés par Josh Homme en 1996 lorsqu'il créa son groupe Gamma Ray avant qu'il ne le rebaptise Queens of the Stone Age.

### Kyuss
Into the Void est sorti en single en 1995 avec Fatso Forgotso en face B.
À l'exception d'Into the Void les titres ont été composés par Kyuss.

### Queens of the Stone Age
If Only Everything est sorti en single en 1996 avec Born To Hula en face B.
À l'époque, Queens of the Stone Age s'appelait Gamma Ray.
Les trois titres ont été composés par Josh Homme.

## Les musiciens

### Kyuss
- John Garcia : voix
- Josh Homme : guitare
- Scott Reeder : basse
- Alfredo Hernández : batterie

### Queens of the Stone Age
- Josh Homme : voix, guitare, basse
- Van Conner : basse
- Alfredo Hernández : batterie
- Victor Indrizzo : batterie

## Les titres

### Kyuss
1. Into the Void – 8 min 00 s
2. Fatso Forgotso – 8 min 33 s
3. Fatso Forgotso Phase II (Flip the Phase) – 2 min 17 s

### Queens of the Stone Age
1. If Only Everything - 3 min 32 s
2. Born To Hula – 5 min 05 s
3. Spiders and Vinegaroons – 6 min 24 s

## Informations sur le contenu de l'album

### Kyuss
- Into the Void est sorti en 1995 comme single. Il s'agit d'une reprise de Black Sabbath (album Master of Reality).
- Fatso Forgotso était la face B de Into the Void.

### Queens of the Stone Age
- If Only Everything est sorti en 1996 comme single quand le groupe s'appelait encore Gamma Ray. Il se retrouve également sur le premier album de Queens of the Stone Age raccourci en If Only.
- Born To Hula était la face B de If Only Everything. Une nouvelle version se trouve en face B du single The Lost Art of Keeping a Secret réalisé en 2000.